# Santino Marella
Anthony 'Tony' Carelli (Mississauga, 14 maart 1975), beter bekend als Santino Marella, is een Canadees professioneel worstelaar van Italiaanse afkomst die sinds 2023 actief is voor Total Nonstop Action Wrestling (TNA). Hij vervuld zijn rol als Director of Authority.
Carelli is het best bekend voor zijn elfjarige carrière in de World Wrestling Entertainment. In zijn debuutwedstrijd versloeg hij Umaga om het WWE Intercontinental Championship. Door de jaren heen wist hij het Intercontinental Championship, United States Championship en WWE Tag Team Championship een keer te veoroveren. In 2014 verliet hij de federatie en werkte vanaf 2017 voor Total Nonstop Action Wrestling. Hij maakte sporadische verschijning in het onafhankelijke worstelcircuit en de WWE.
Anthony Carelli staat bekend om zijn humoristische karakter als Santino Marella, een Italiaans stereotype, die vaak betrokken is bij komische segmenten, verschillende relaties op het scherm heeft met collega-worstelaars, en ook werd gekroond tot "Miss WrestleMania" bij het evenement WrestleMania XXV, vermomd als "Santina Marella". Zijn karakter won de Wrestling Observer Newsletter-prijs voor beste gimmick in 2007 en 2008.

## Carrière

### Voor hij ging worstelen
Carelli deed aan Judo bij de Shin Bu Kan, competitiegericht sinds zijn jeugd en heeft daarmee aantal toernooien gewonnen. In 1994 werd hij de Canadese kampioen in de categorie, mannen onder 21. Hij heeft ook geworsteld voor de Concordia University in Montreal (Canada). Tevens heeft hij een aantal jaren gevochten in de MMA in Japan, voor hij uiteindelijk een contract tekende bij de WWE in 2007.

### World Wrestling Entertainment

#### Ohio Valley Wrestling
In juli 2005 werkte hij onder de naam Johnny Geo Basco en werd hij tijdens een van de Ohio Valley Wrestling-shows in het publiek geplaatst. Het was eigenlijk de bedoeling dat hij volgens de verhaallijn bang zou moeten worden van The Boogeyman, maar in plaats daarvan begon hij te lachen. Het gevolg hiervan was dat hij blijkbaar een aantal keren in zijn gezicht werd geslagen en uitgescholden werd door Jim Cornette, die later door de WWE werd ontslagen.
Paul Heyman werd de vervanger van Jim Cornette en gaf Carelli een nieuwe naam. Hij was nu iemand uit Rusland onder de worstelnaam Boris Alexiev. Carelli maakte zijn debuut onder zijn nieuwe naam op 12 april 2006 samen met zijn manager en zogenaamde "comrade". Hij domineerde zijn tegenstanders vaak met submission moves en andere harde stoten en versloeg een worstelaar genaamd Dewey in 10 seconden. Hij tekende op 11 augustus 2006 een contract bij de WWE, maar bleef worstelen in OVW.
Op 24 januari 2007 won Carelli het OVW Television Championship door de Bad Kompany die bestond uit (Mike Kruel en Shawn Osbourne) te verslaan, die op dat moment beiden kampioen waren. Mike Kruel won zijn titel weer terug op 7 februari maar verloor hem weer aan Carelli op 14 maart 2007. Deze verloor de titel op zijn beurt drie dagen later aan Shawn Spears.

#### RAW
Carrelli maakte zijn WWE debuut op 16 april 2007 tijdens de RAW show, toen ze in Milaan waren. Hij werd uit het publiek gekozen door Mr. McMahon die iemand zocht om Umaga uit te dagen voor zijn Intercontinental Championship, omdat niemand uit de kleedkamers naar voren kwam, dus besloot hij een fan uit het publiek te kiezen, dit werd Carelli, die toen bekend werd als Santino Marella. Carrelli deed het goed, totdat Mr. McMahon er een No Holds Barred Match van maakte, wat betekende dat er geen regels waren, en zo werd hij na enige hulp van Bobby Lashley de nieuwe Intercontinental Champion. De volgende dag werd er een bericht neergezet op WWE.com waarin stond dat Carelli oorspronkelijk in Canada woont, maar dat hij familie aan het bezoeken was in Milaan en heel toevallig de WWE daar ook was. Later werd bekend dat hij verhuisd was naar de Verenigde Staten om daar te trainen en zo eventueel later voor de WWE te kunnen worstelen.
Op 7 mei 2007, had hij zijn eerste titelmatch, tegen Chris Masters. Deze match won hij door een "cradle roll-up" om zo zijn titel te behouden. De week erop versloeg hij Masters op dezelfde manier.

#### 2010-2016
In november 2010, wonnen Marella en zijn partner Vladimir Kozlov de Four-Way Elimination tag team match van het duo Heath Slater en Justin Gabriel (The Nexus), The Usos en het duo Mark Henry en Yoshi Tatsu voor het WWE Tag Team Championship tijdens Raw. Tijdens de Elimination Chamber verloren Santin Marella en zijn partner Vladimir Kozlov hun WWE Tag Team Championship titel aan het duo Heath Slater en Justin Gabriel (The Corre).
In de Raw-aflevering van 5 maart 2012 won Marella voor het eerst het WWE United States Championship nadat hij Jack Swagger versloeg. Op SummerSlam verloor hij zijn titel nadat Antonio Cesaro hem versloeg in een titelmatch.
op 6 mei 2016 werd bekend, dat Carelli ontdaan is van al zijn verplichtingen aan de WWE en is zijn contract ontbonden, naast Carelli werden ook Wade Barrett, Zeb Colter, Alex Riley, Damien Sandow, Cameron, El Torito en Hornswoggle ontbonden van hun contracten met de WWE.

## In worstelen
- Finishers
  - Als Santino Marella
    - 'Diving headbutt while saluting – 2008–heden
    - Snap swinging neckbreaker – 2007–2008
    - Neckbreaker (2 verschillende versies)
    - The Cobra

  - Als Boris Alexiev
    - Triangle choke1
- Signature moves
  - Back body drop
  - Battering ram
  - High knee to a oncoming opponent's midsection
  - Hip toss
  - Jawbreaker
  - Leg-feed enzuigiri
  - Punching combo
  - Roll-up
  - Running headbutt drop
  - Shoot kick to the thigh or leg
  - Splits evasion – 2009–heden
  - STO
  - Sunset flip
  - Victory roll
- Bijnaam
  - "The Milan Miracle"
- Managers
  - Mr. Strongko
  - Maria
  - Beth Phoenix
  - Rosa Mendes

## Prestaties
- Ohio Valley Wrestling
  - OVW Television Championship (2 keer)
- World Wrestling Entertainment
  - WWE Intercontinental Championship (2 keer)
  - WWE United States Championship (1 keer)
  - WWE Tag Team Championship (1 keer met Vladimir Kozlov)
  - Miss WrestleMania (2 keer)
- Wrestling Observer Newsletter
  - Best Gimmick (2007, 2008)